# Zamachy na Fidela Castro

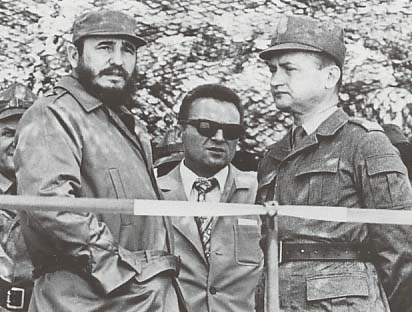
Fidel Castro i Wojciech Jaruzelski (1972)

Zamachy na Fidela Castro – seria nieudanych zamachów na sekretarza Komunistycznej Partii Kuby i faktycznego przywódcy Kuby Fidela Castro, które miały doprowadzić do jego śmierci bądź obalenia. 
Na przestrzeni lat za zamachami stały: kubańskie służby specjalne Fulgencio Batisty, kubańscy emigranci z Florydy, Centralna Agencja Wywiadowcza (CIA), rządy niektórych państw Ameryki Środkowej i Wenezueli, mafie oraz współpracownicy Castro. Fidel Castro był chroniony przed zamachami przez powołaną w latach 60. XX wieku policję polityczną Dirección de Inteligencia, wspieraną przez KGB. Do 1999 roku Dirección de Inteligencia odnotowała 637 zamachów na Fidela Castro.
Pierwsze próby obalenia Castro i jego rządu przez CIA miały miejsce na przełomie lat 50. i 60. Propozycję zamordowania Castro miał przedstawić amerykański pułkownik i kierownik wywiadu CIA J.C. King. Zdaniem Arthura M. Schlesingera Jr., doradcy prezydenta Stanów Zjednoczonych Johna F. Kennedy’ego, zamachy stanowiły integralną część planu inwazji w Zatoce Świń. Informacje te Schlesinger Jr. pozyskał od dyrekcji CIA.
CIA miała zrealizować zamachy wraz z mafią kubańską, która po rewolucji kubańskiej przeniosła się do Las Vegas i Chicago. Mafijni bossowie Salvatore „Momo” Giancana i Johnny Roselli zostali wtajemniczeni w plany CIA w sierpniu 1960 roku. Innym gangsterem planującym przeprowadzenie zamachu na Castro był Stantos Trafficante, utrzymujący kontakt z Jackiem Rubym.
W jednym z zamachów mieli wziąć udział bliżej nieznany płatny morderca (wynajęty przez Giancanę), agent CIA Frank Sturgis i dawna przyjaciółka Fidela Castro Marita Lorenz. Według planu Lorenz miała spotkać się z Castro w hotelu Habana Lire w Hawanie, gdzie powinna otruć go za pomocą pigułki botulinowej wyprodukowanej przez Dział Usług Technicznych CIA. Lorenz zdecydowała się na przeprowadzenie zamachu w wyniku zawodu miłosnego i po przypomnieniu jej przeprowadzenia zabiegu aborcji na rozkaz Castro. Zrezygnowała jednak z próby morderstwa po ponownym bezpośrednim spotkaniu z przywódcą Kuby.
Do drugiej nieudanej próby otrucia Castro pigułką botulinową doszło w 1963 roku. Na miejsce zamachu wybrano bar hotelu Habana Libre. Według planu barman Santos de la Caridad miał dodać pigułkę do koktajlu mlecznego. Zamach nie powiódł się w wyniku rozsypania pigułek przechowywanych w zamrażarce. Dirección de Inteligencia dowiedziała się o planach de la Caridada pod koniec 1964 roku, gdy przesłuchiwała barmana za działalność w antyrewolucyjnym podziemiu.
W 1961 roku agent o kryptonimie NOTLOX miał zabić Castro za pomocą panzerfausta. Zamach zaplanowano w Pałacu Sportu w Hawanie dnia 9 kwietnia, kilka dni przed inwazją w Zatoce Świń. Pod koniec 1961 roku KGB wykryło dwie kolejne próby zamachów na Castro. Pierwsza miała mieć miejsce 26 lipca 1961 roku (w rocznicę ataku na koszary Moncada, co zapoczątkowało rewolucję kubańską). Strzelec wyborowy miał zamordować Castro oraz towarzyszącego mu kosmonautę Jurija Gagarina. Drugi zamach miano poprzedzić upozorowanym atakiem Rewolucyjnych Sił Zbrojnych dokonanym przez kubańskich emigrantów. Prowokacja miała stanowić pretekst do wybuchu wojny pomiędzy Stanami Zjednoczonymi a Kubą.
Na przestrzeni lat planowano również zabić Castro za pomocą zatrutych cygar, długopisu z wbudowaną zatrutą igłą, kombinezonu pokrytego bakteriami gruźlicy. Planowano również posmarowanie maski nurkowej Castro środkiem na wypadanie włosów. W ten sposób Castro miał stracić włosy i brodę, co naraziłoby go na ośmieszenie. Sam Castro podawał, że CIA planowało go zabić w różnych państwach Ameryki Południowej. Podczas wizyty w La Paz w 1971 roku udający dziennikarzy z Wenezueli agenci CIA mieli spróbować zastrzelić go pistoletami maszynowymi i karabinami z celownikami.
Zdaniem prezydenta Stanów Zjednoczonych Lyndona B. Johnsona, za zamachem na Johna F. Kennedy’ego miał stać Castro, który chciał zemścić się za próby zamachów na niego przez służby podlegające Kennedy’emu.